# Menzel Abderrahmen
Menzel Abderrahmen o Menzel Abderrahmane (àrab: منزل عبد الرحمان, Manzil ʿAbd ar-Raḥmān) és un vila situada una seixantena de quilòmetres al nord de Tunis, a la riba nord del llac de Bizerta. Forma part de l'aglomeració de Bizerta, de la qual la separen uns pocs quilòmetres. Adscrita a la governació de Bizerta, forma part de la delegació de Menzel Jemil i constitueix una municipalitat amb 19.078 habitants en 2014.

## Història
Tot i haver estat fundada pels omeies al segle x, hi ha vestigis de la presència de pobladors des d'èpoques prehistòriques, així com testimonis del pas d'andalusins, sicilians i otomans a partir del segle xv.

## Economia
Menzel Abderrahmane és coneguda per la seva activitat pesquera. En aquest sentit compta amb l'únic port del llac de Bizerta, construït en 1995.
Tot i així, l'activitat principal de la vila, que ocupa vora el 40% de la població activa, és la indústria, especialment la indústria tèxtil i l'elaboració d'oli d'oliva.

## Administració
Forma una municipalitat o baladiyya, amb codi geogràfic 17 19 (ISO 3166-2:TN-12), que s'estén per dos dels cinc sectors o imades de la delegació o mutamadiyya de Menzel Jemil (17 62):
- Menzel Abderrahmen Est (17 62 53)
- Menzel Abderrahmen Ouest (17 62 54)